# Орлинский, Иван Павлович
Иван Павлович Орлинский (ум. 1879, Благоевград) — офицер, майор Российской Императорской Армии, участник русско-турецкой войны (1877—1878).

## Биография

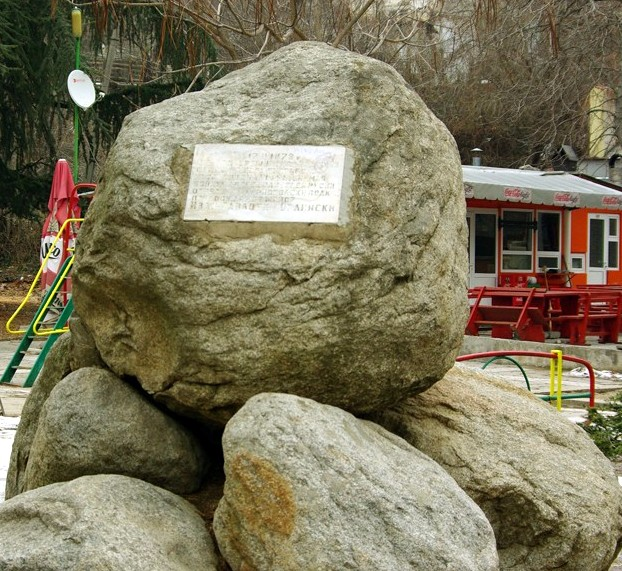
Памятная доска на камне в саду перед главным входом на стадион, где 12 февраля 1878 года жители Горной Джумаи встречали войска 4-го Мариупольского полка под командованием майора Ивана Орлинского.

Во время русско-турецкой войны майор Орлинский служил в Мариупольском 4-м гусарском полку.
Орлинский командовал полковой эскадрой, освободившей 2 января (14 января по новому стилю) город Дупница.
В следующем месяце Орлинский командовал русским отрядом, 12 февраля 1878 года взявшим город Горна Джумая. Он стал командиром гарнизона в городе и поддерживал организацию Кресненско-Разложского восстания против Османской империи, а также деятельность повстанцев.
Майор Орлинский умер от тифа в Горной Джумае в начале 1879 года. Похоронен во дворе церкви Введения Богородицы, где ему поставлен памятник. Позже его останки были перевезены в Россию.